# ドイツ軍のC4Iシステム
本項では、ドイツ連邦軍のC4Iシステムについて扱う。ドイツ連邦軍は、北大西洋条約機構（NATO）各国軍のなかでも、もっとも早期よりC4I化を推進してきた軍隊である。このためもあり、戦略級システムや作戦級システムについては、軍種間での独立性が強いのが特徴である。ただし統合運用には十分な意が払われており、戦術級システム間での情報共有なども積極的に推進されている。

## 陸軍
HEROS-3
戦略級システムとして、各上級司令部および他軍種との連携に使用される。通信基盤としてはFAFCISO（Federal Armed Forces CIS Organisation）および衛星通信を使用する。1997年より運用を開始した。また、陸軍の各司令部で用いられるC2用システムとしてRUBINがある。
HEROS-2/1
作戦級システムとして、軍団から連隊までの階梯において兵力運用を調整する。通信基盤としてはAUTOKO（AUTOmatisiertes KOmmunikationsnetz）を使用する。1998年に緊急展開部隊に配備されたのを皮切りに運用を開始した。
AUTOKO
最初のAUTOKOシステムは1976年から、第2世代のAUTOKO-IIシステムは1984年より運用を開始した。現在運用されているのは、完全デジタル化された第3世代のAUTOKO-90で、1997年より運用を開始した。
GeFüsys（独: Gefechtsfeldführungssystem）
歩兵・機甲など近接戦闘部隊用の戦術級システムとして、連隊/大隊以下の階梯において使用される。通信基盤としては、従来用いられてきた戦術無線網であるSCRA（Single Channel Radio Access）を使用する。アメリカ陸軍のFBCB2システム、陸上自衛隊の基幹連隊指揮統制システム（ReCS）に相当するが、これらよりも配備は先行しており、1998年から1999年の運用試験を経て、2000年より就役した。
また、既存の戦術級システムである野戦砲兵部隊用のアドラー（Adler）、高射砲兵部隊用のHFlaFüsys、後方支援部隊用のPERFIS/Loginfsysとの相互運用性も確保されている。
なお、ドイツ語においては、戦術級ないし射撃指揮精度の情報を扱うC4IシステムについてはFüWES（ドイツ語: Führungs- und Waffeneinsatzsystems）と呼称されることが多く、レオパルト2戦車などに搭載されている機種もFüWESと通称されている。

## 海軍
グリュックスブルク（Glücksburg）に所在する海軍作戦本部（MHQ）が、ドイツ海軍C4Iの中核となる。

### 作戦級システム
作戦級システムとしては、他の北大西洋条約機構諸国海軍と同様、1990年代前半にアメリカのUSQ-119 JMCISを購入し、MCCIS（Maritime Command/Control Information System）として運用している。これらは、NATO共同で運用されるSHF/UHF衛星通信、および民間のインマルサット衛星通信を通信基盤とする。

### 戦術級システム
他の北大西洋条約機構諸国海軍と同様、ドイツ海軍でも、戦術級C4Iシステムとしてはアメリカが開発した海軍戦術情報システム（NTDS）を採用している。ここで使用される戦術情報処理装置としては、最初期より、国産のSATIRシリーズ（System zur Auswertung taktischer Informationen auf Rechnerschiffen）が運用されてきた。また、のちに高速艇用の簡易版としてAGIS（Automatische Gefechts und Informations-System Schnellboote）も開発された。
SATIR
駆逐艦/フリゲート向けに開発された機種。
SATIR-I
リュッチェンス級駆逐艦に搭載されたもので、NTDSの開発を行ったアメリカのUNIVAC社によって開発された。オリジナルにあたるアメリカ海軍のチャールズ・F・アダムズ級ミサイル駆逐艦に搭載されたJPTDSと同様の構成で、駆逐艦級艦艇に搭載できるNTDS対応機としては最初期のものである。
SATIR-II/F122
ブレーメン級フリゲートに搭載されたもの。SATIR-Iを元に、周辺機器もデジタル化・統合化したほか、対潜戦およびヘリコプターの航空管制能力も強化されている。AN/UYK-7コンピュータを中核として、OJ-194ワークステーションを9基備えている。1990年代中盤に、AN/UYK-43コンピュータの採用やプログラムの改良など、SATIR-III/F123の技術をバックフィットする改修を受けている。
SATIR-III/F123
ブランデンブルク級フリゲートに搭載されたもの。基本的にはSATIR-II/F122の発展型で、新型のAN/UYK-43を中核に、国産のアトラス・エレクトロニック社製DG-802-52コンソールを14基備えている。プログラミング言語としてはAdaが使用されている。
AGIS
アルバトロス級ミサイル艇（143型）およびゲパルト級ミサイル艇（143A型）に搭載された。SATIR-Iをもとに、Sボート（高速艇）向けとして開発された簡易版で、フランスのヴェガ・システムに相当するものである。UNIVAC-1830コンピュータ×2基を中核としており、1基はFURと呼ばれて指揮・統制を担当、もう1基はFLRと呼ばれて射撃指揮を担当する。1976年より就役を開始した。

## 空軍
北大西洋条約機構（NATO）では、1972年より、統合された防空システムを実現するため、NATO防空管制組織（NADGE）システムを運用してきた。これはノルウェーからトルコに至るまでの3000マイルに及ぶ防空識別圏外縁部を守るものであり、西ドイツの領空の大部分がその覆域内にあった。しかし、南側においてはNADGEの覆域外となるものがあり、この部分をカバーするため、西ドイツ独自のGCIシステムが必要となった。これに応じて開発されたのがドイツ自動警戒管制組織（GEADGE: German Air Defence Ground Environment）である。
GEADGEシステムはNADGEシステムに準拠して開発されているが、より新しいH-5118Mセントラル・コンピュータを採用している（NADGEではH-3118）。また、新しい3次元レーダーも導入された。これらはいずれも、NADGEシステム、さらにはこれらに先駆けて航空自衛隊が採用していた自動警戒管制組織（BADGE）と同じくアメリカのヒューズ社が受注しており、BADGEシステムを皮切りとしてヒューズ社が世界各国のGCIシステムを席巻したことがうかがえる。GEADGEシステムは1983年より就役を開始し、1986年より完全構成での運用を開始した。